# Katholischer Arbeiterverein (Fulpmes)
Als Katholischer Arbeiterverein bezeichnete sich die Arbeiterorganisation der Stubaier Werkgenossenschaft in Fulpmes in Tirol.

## Überblick
Im Industrieort Fulpmes wurde um 1900 unter dem Eindruck der Christlichen Soziallehre und der päpstlichen Enzyklika Rerum Novarum der Katholische Arbeiterverein vom Industriellen und Bauern Leo Mair-Grotter gegründet. Maßgeblichen Einfluss darauf hatten auch die Ideen des christlich-sozialen Abgeordneten zum Reichsrat, Dr. Aemilian Schöpfer.
In enger Bindung an die katholische Kirche und in Abgrenzung zu den deutschnationalen Kräften im Ort, organisierten sich die Arbeiter, unter Anleitung und Kontrolle der örtlichen Schmiedemeister, insbesondere unter der Kontrolle des späteren Bürgermeisters von Fulpmes, Leo Mair (vulgo Grotter) die Arbeiter im Katholischen Arbeiterverein. Dieser bot seinen Mitgliedern im Haus des Leo Mair-Grotter einen Konsumverein, welcher die Mitglieder mit billigen Waren von den Großmärkten in Innsbruck versorgte, und deren Antransport anfangs per Karren, ab 1904 mittels der Stubaitalbahn organisierte. Insbesondere in den Kriegsjahren 1914–1917 war diese Lebensmittelversorgung für Fulpmes von größter Wichtigkeit.
Der Katholische Arbeiterverein bot seinen Mitgliedern aber auch ein Mindestmaß an sozialer Sicherheit, indem er für die Arztkosten der Mitglieder aufkam. Darüber hinaus kaufte Leo Mair-Grotter das Neuwirthaus in Fulpmes an und stellte dies dem Katholischen Arbeiterverein zur Verfügung. Darin wurden Vereinslokalitäten eingerichtet, später auch ein Papierwarengeschäft. In den Garten des Neuwirthauses ließ Leo Mair-Grotter ein Lichtspielhaus bauen, das älteste Landkino von Tirol. Der Vorführapparat war gemeinsam mit dem Ortspfarrer angekauft worden. Leo Mair-Grotter vergab die Lichtspiellizenz an einen Kriegsinvaliden und stellte diesem die Auflage, nur sittlich reine Filme zu zeigen.
Der Verein verhinderte so in Fulpmes, während anderswo gleichzeitig sozialistische Parteien entstanden, das Aufkommen ebendieser in einer Kooperation von Kapital und Kirche gewissermaßen. Nachdem in den 1920er Jahren die Gemeindeverwaltung von Fulpmes ihrerseits Sozialaufgaben übernommen hatte, verlor der Katholische Arbeiterverein, spätestens zu Beginn des Zweiten Weltkriegs seine Bedeutung und seinen Einfluss. Bereits ab 1934 war der Katholische Arbeiterverein schrittweise in der austrofaschistischen Vaterländischen Front aufgegangen. Seit der Jahrhundertwende hatte es sich beim Katholischen Arbeiterverein jedoch, gemeinsam mit dem Vinzenzverein, ebenfalls gegründet und geleitet von Leo Mair-Grotter um die bedeutsamste politische und soziale Kraft in Fulpmes gehandelt.